# Усть-Сахрай
Усть-Сахрай — посёлок в Майкопском районе Республики Адыгея России.
Входит в состав Даховского сельского поселения.

## География
Расположен вблизи слияния рек Дах и Сахрай.

## История
Основан как посёлок лесозаготовителей, имеется цех по переработке дерева.

## Население
| 2002 | 2010 | 2013 | 2014 | 2015 | 2016 | 2017 |
| ---- | ---- | ---- | ---- | ---- | ---- | ---- |
| 305  | ↘298 | ↗304 | →304 | ↗306 | ↘298 | ↗303 |
| 2018 | 2019 | 2020 | 2021 | 2023 | 2024 |      |
| ↘297 | ↘293 | ↘285 | ↘254 | ↘249 | ↗254 |      |

По данным Всероссийской переписи населения 2021 года:
| Народ   | Численность, чел. | Доля от всего населения, % |
| ------- | ----------------- | -------------------------- |
| русские | 244               | 96,06 %                    |
| другие  | 10                | 3,94 %                     |
| всего   | 254               | 100,0 %                    |

## Достопримечательности
Вблизи посёлка имеются дольмены. Также известна гора Очки (названа так за необычную форму скал на вершине: два провала (пещеры) и скальный выступ (нос между ними).